# Žarėnai
Žarėnai (polnisch Żorany)  ist ein „Städtchen“ (litauisch miestelis) mit 499 Einwohnern (Stand 2011) in Litauen, in der Rajongemeinde Telšiai, an der Fernstraße Telšiai–Tverai, an der Minija. Es ist das Zentrum des Amtsbezirks Žarėnai mit einer „Minijos“-Mittelschule, einer Bibliothek, einem Postamt (LT-88061). 1626 wurde die Pfarrgemeinde errichtet, 1667 der Powiat Žarėnai. 
Die katholische Bischof-Stanislaus-Kirche Žarėnai, ein doppeltürmiger Holzbau im neugotischen Stil, wurde 1911 errichtet

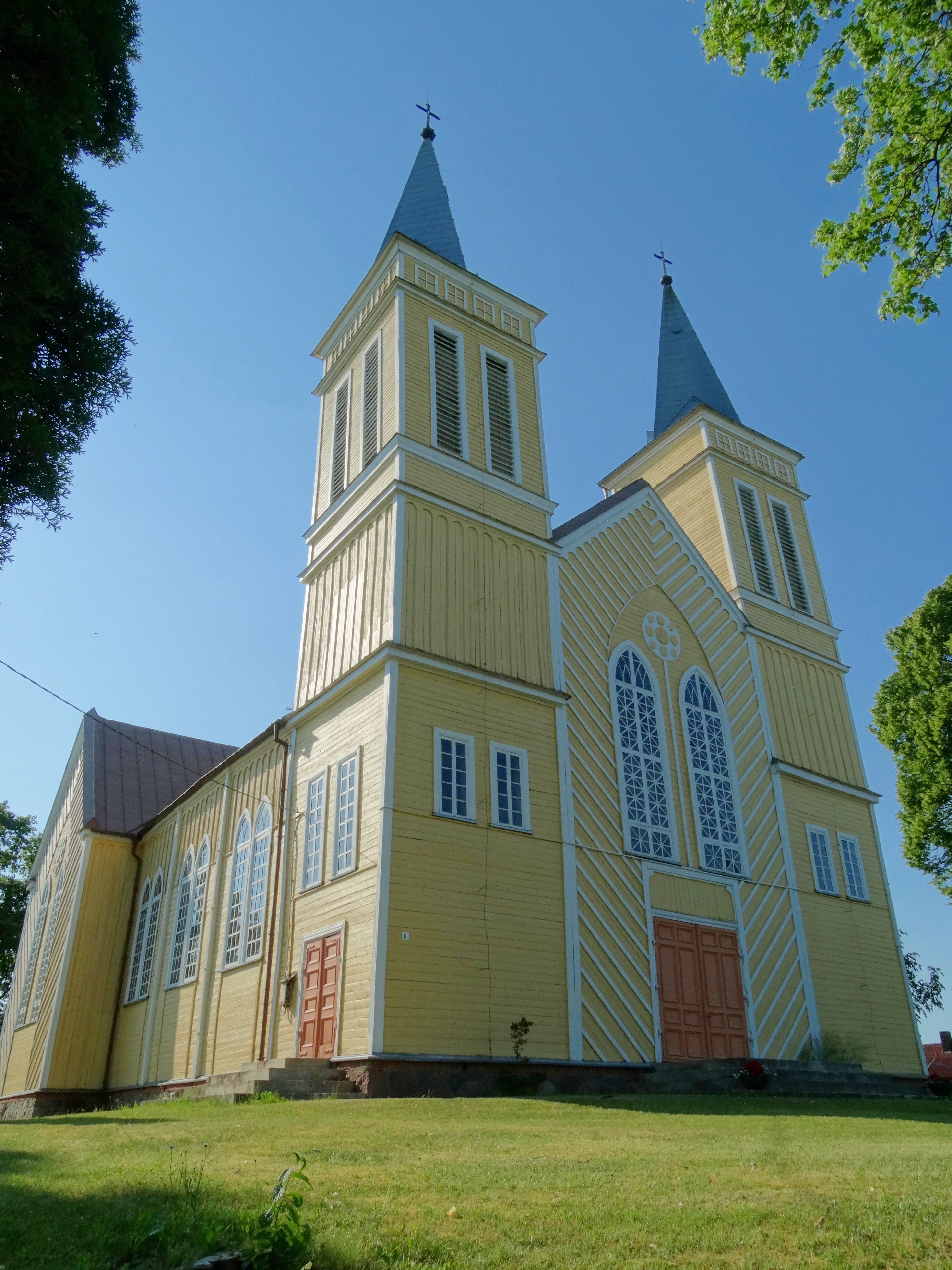
Katholische Kirche
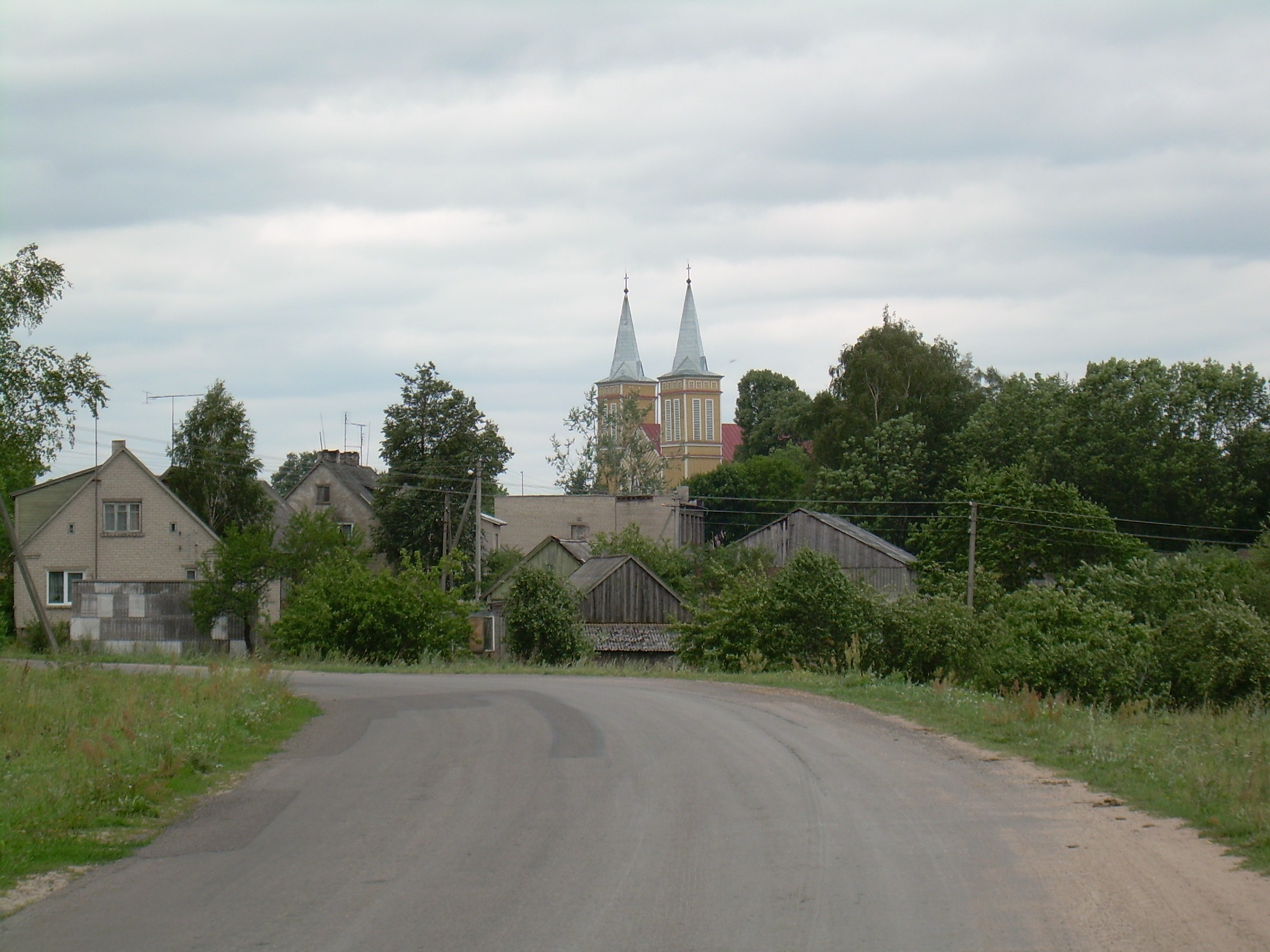
Blick auf den Ort